# Brachystomellidae
Famille
Les Brachystomellidae sont une famille de collemboles.
Elle comporte près de 140 espèces dans 17 genres actuels.

## Liste des genres
Selon Checklist of the Collembola of the World (version du 19 novembre 2019) :
- Bonetella Stach, 1949
- Brachystomella Ågren, 1903
- Brachystomellides Arlé, 1960
- Cassagnella Najt & Massoud, 1974
- Folsomiella Bonet, 1930
- Maricaella de Mendonça & Fernandes, 1997
- Massoudella Ellis & Bellinger, 1973
- Micronella Arlé, 1960
- Neorganella Rapoport & Rubio, 1963
- Parastomella Rapoport & Rubio, 1968
- Probrachystomellides Weiner & Najt, 1991
- Raponella Najt, 1988
- Rapoportella Ellis & Bellinger, 1973
- Salvarella Greenslade & Najt, 1987
- Setanodosa Salmon, 1942
- Subclavontella Stach, 1949
- Winterella Massoud, 1967
- † Bellingeria Christiansen & Pike, 2002

## Publication originale
- Stach, 1949 : The Apterygotan Fauna of Poland in Relation to the World-Fauna of this group of Insects. Families: Neogastruridae and Brachystomellidae. Polska Akademia Umiej tno ci, Acta Monographica Musei Historiae Naturalis, Kraków, p. 1-341.